# 卡皮佐内
卡皮佐内（義大利語：Capizzone），是意大利贝加莫省的一个市镇。总面积4.59平方公里，人口1310人，人口密度285.4人/平方公里（2009年）。国家统计（ISTAT）代码为016050。